# Повіт Нісі-Окітама
Пові́т Ні́сі-Окіта́ма (яп. 西置賜郡, にしおきたまぐん, МФА: [ɲiɕi okʲitama guɴ]) — повіт в префектурі Ямаґата, Японія.